# مسجد حاج محمد تقی اصفهانی
مسجد حاج محمد تقی اصفهانی مربوط به دوره قاجار است و در کرمانشاه، ابتدای خیابان حاج محمد تقی، جنب تالار امام رضا واقع شده و این اثر در تاریخ ۲۵ آبان ۱۳۸۷ با شمارهٔ ثبت ۲۳۸۴۸ به‌عنوان یکی از آثار ملی ایران به ثبت رسیده است.
بنیانگذار این مسجد آخوندی به نام محمدتقی اصفهانی بود. پدر وی، محمدصادق اصفهانی از بازرگانانی بود که از اصفهان به کرمانشاه آمده و ضمن ترویج تشیع به تجارت می‌پرداختند. محمدصادق که در کرمانشاه یک تجارتخانه به راه انداخته بود، در زمان جنگ‌های سالارالدوله در زمان مشروطیت مجبور به ترک کرمانشاه به مقصد عراق شد، اما برای انتقال مالکیت به فرزندش، یک سوم از اموال خود را وقف کرد و فرزندش را به عنوان متولی این اموال معرفی نمود. محمدتقی اصفهانی نیز که پس از مشروطه امکان حفظ مالکیت خود بر اموال و املاک را نداشت، تمامی اموال و املاک خود را وقف کرده و به نوادگانش منتقل کرد. در زمان حکومت پهلوی موقوفات محمدتقی اصفهانی به ثبت دفاتر ثبت اسناد رسید، اما با به قدرت رسیدن حکومت جمهوری اسلامی دوباره به موقوفه بازگردانده شدند. مسجد حاج محمدتقی اصفهانی یکی از موقوفات این مجموعه است.